# Scytinostroma hemidichophyticum

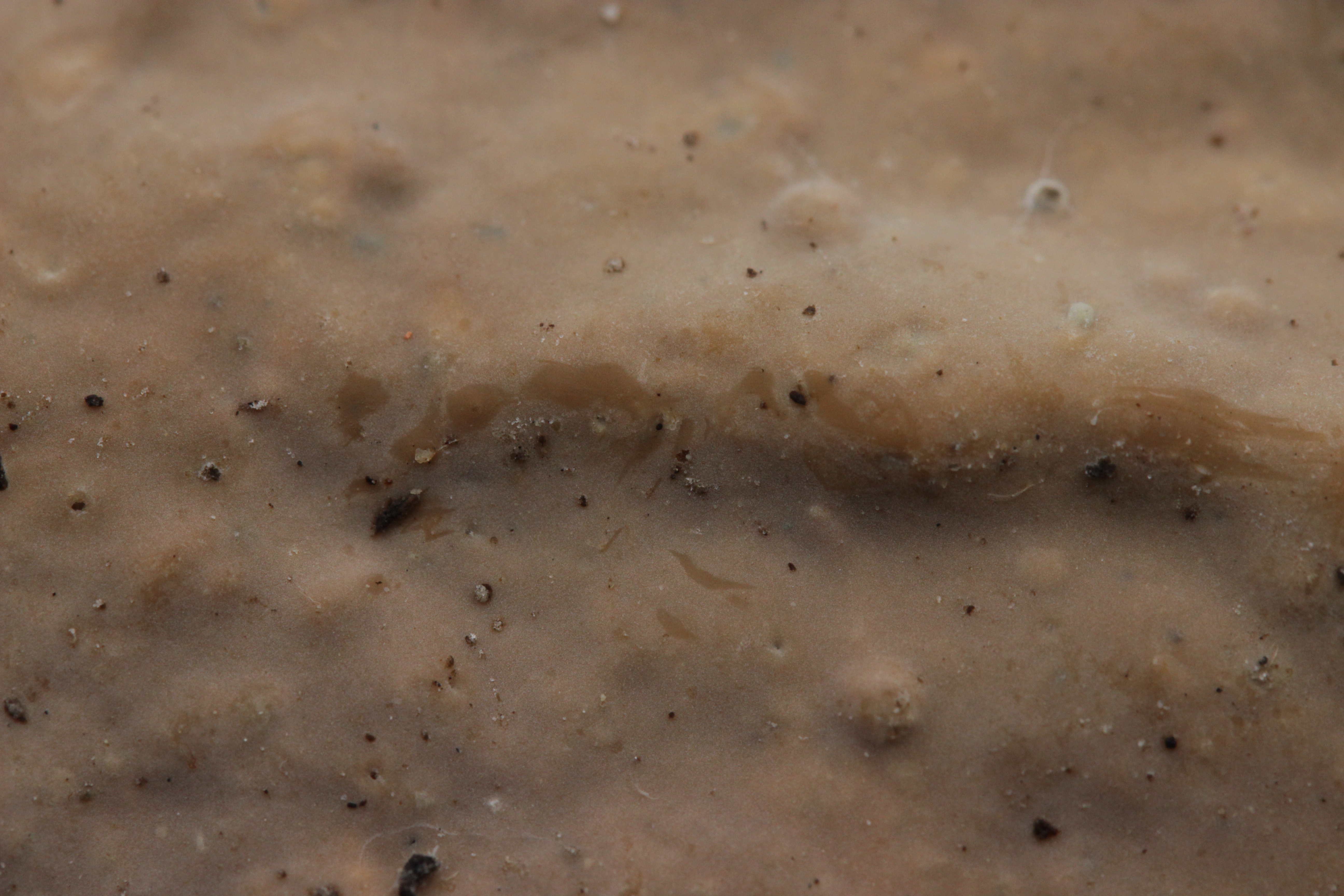

Scytinostroma hemidichophyticum Pouzar – gatunek grzybów z rodziny powłocznicowatych (Peniophoraceae).

## Systematyka i nazewnictwo
Pozycja w klasyfikacji według Index Fungorum: Scytinostroma, Peniophoraceae, Russulales, Incertae sedis, Agaricomycetes, Agaricomycotina, Basidiomycota, Fungi.
Po raz pierwszy gatunek ten opisał w 1966 r. Zdeněk Pouzar na martwym drewnie buka w Czechach.

## Morfologia
S. hemidichophyticum tworzy rozpostarte, wieloletnie owocniki o silnym zapachu naftalenu. System strzępkowy słabo rozwinięty, strzępki szkieletowe dekstrynoidalne. W hymenium występują obfite, długie dendrohyfidy. Bazydiospory kuliste lub prawie kuliste, gładkie, amyloidalne.
Podobna jest skórówka kulistozarodnikowa (Scytinostroma portentosum). Odróżnia się słabo rozgałęzionymi dendrohyfidami, które mają bardzo długie zakończenia i ułożone są w hymenium równolegle do podłoża. U. S. hemidichophyticum dendrohyfidy są silnie drzewkowate, mają krótkie zakończenia i w hymenium tworzą pionową, gęstą i wystającą ponad nie palisadę.

## Występowanie i siedlisko
Scytinostroma hemidichophyticum występuje w Europie i Rosji. Brak go w wykazie wielkoowocnikowych grzybów podstawkowych Polski Władysława Wojewody z 2003 r. Według tego autora gatunek ten jest synonimem Scytinostroma portentosum, tymczasem według Index Fungorum są to odrębne gatunki. S. hemidichophyticum występuje w krajach otaczających Polskę (Czechy, Ukraina, Niemcy), jest więc możliwe, że występuje również w Polsce. Problem ten wyjaśnia grupa polskich mykologów. Według nich podawany w Polsce S. portentosum to w rzeczywistości S. hemidichophyticum, S. portentosum natomiast występuje w Ameryce. Stanowiska S. hemidichophyticum w Polsce podają m.in. Błażej Gierczyk i Tomasz Ślusarczyk oraz internetowy atlas grzybów.
Scytinostroma hemidichophyticum to gatunek w Europie i w Polsce rzadki. Proponuje się umieścić go w Czerwonej liście roślin i grzybów Polski z kategorią E – gatunek wymierający, którego przeżycie jest mało prawdopodobne, jeśli nadal będą działać czynniki zagrożenia.
Nadrzewny grzyb saprotroficzny występujący na wielu gatunkach drzew i krzewów liściastych, czasami także na mchach i resztkach traw. Spotykany jest na terenie całej Polski, głównie w lasach bukowo-grabowych, rzadziej w łęgach, nadrzecznych lasach jesionowo-olszowych. Owocniki tworzy głównie wiosną i jesienią.